# Maximiano Campos

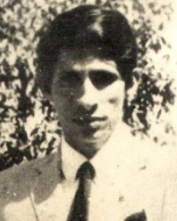
Maximiano Campos

Maximiano Accioly Campos (* 19. November 1941 in Recife, Pernambuco; † 7. August 1998 ebenda) war ein brasilianischer Schriftsteller und Journalist.

## Leben
Campos erlangte einen Bachelor-Grad in Rechtswissenschaft an der Universidade Católica de Pernambuco in Recife. Nach dem Studium wurde er Journalist für die Diario de Pernambuco,  schrieb für diese crônicas und wurde Leiter der Literaturstiftung Fundação Joaquim Nabuco. Unter der Regierung von Miguel Arraes übernahm er von Januar 1987 bis Dezember 1988 den Posten des Staatssekretärs für Tourismus, Kultur und Sport in Pernambuco.
Er war mit der Politikerin Ana Arraes (* 1947) verheiratet, aus der Ehe stammen die beiden Söhne Eduardo Campos (1965–2014), im August 2014 tödlich verunglückter Präsidentschaftskandidat, und Antônio Campos, Schriftsteller. Antônio Campos steht dem nach seinem Vater benannten und im Jahr 2002 gegründeten Instituto Maximiano Campos (IMC) in Recife vor. Das Institut vergibt seit 2005 den Literaturpreis Prêmio Maximiano Campos de Literatura.
Campos verfasste rund 17 Werke, die zum Teil erst posthum erschienen sind. Sein erstes Werk Sem lei nem rei behandelt die Zeit des Coronelismo im pernambucanischen Sertão. Er gehörte zu der pernambucanischen Literatengruppe der Geração 65.

## Werke
- Sem lei nem rei (1968). Roman.
- As emboscadas da sorte (1971). Erzählungen.
- As sentenças do tempo (1972). Erzählungen.
- As feras mortas (1975). Erzählungen.
- O major Façanha (1975). Erzählung.
- A memória revoltada (1982). Erzählung.
- A loucura imaginosa (1986), Erzählung.
- O viajante e o horizonte (1997). Erzählungen.
- O lavrador do tempo (1998). Lyrik.
- Cartas aos amigos (2001). Essays und Briefwechsel.
- Do amor e outras loucuras (2002). Lyrik.
- Os cassacos (2003). Erzählung.
- Na estrada (2004). Erzählungen.
- A multidão solitária (2006). Erzählung.